# Gússek-Pogorelovka
Gússek-Pogorelovka - Гусек-Погореловка (rus) - és un poble de l'óblast de Bélgorod, a Rússia. El 2010 tenia 70 habitants. Pertany al districte (raion) de Prókhorovka.